# Goniobranchus hintuanensis
Espèce
Goniobranchus hintuanensis est une espèce de nudibranches de la famille des Chromodorididae.

## Répartition
Cette espèce se rencontre dans la zone tropicale Indo/Ouest-Pacifique, du Sri Lanka à la Papouasie-Nouvelle-Guinée.

## Habitat
Son habitat est la zone récifale externe sur les sommets ou sur les pentes jusqu'à la zone des 30 m de profondeur.

## Description

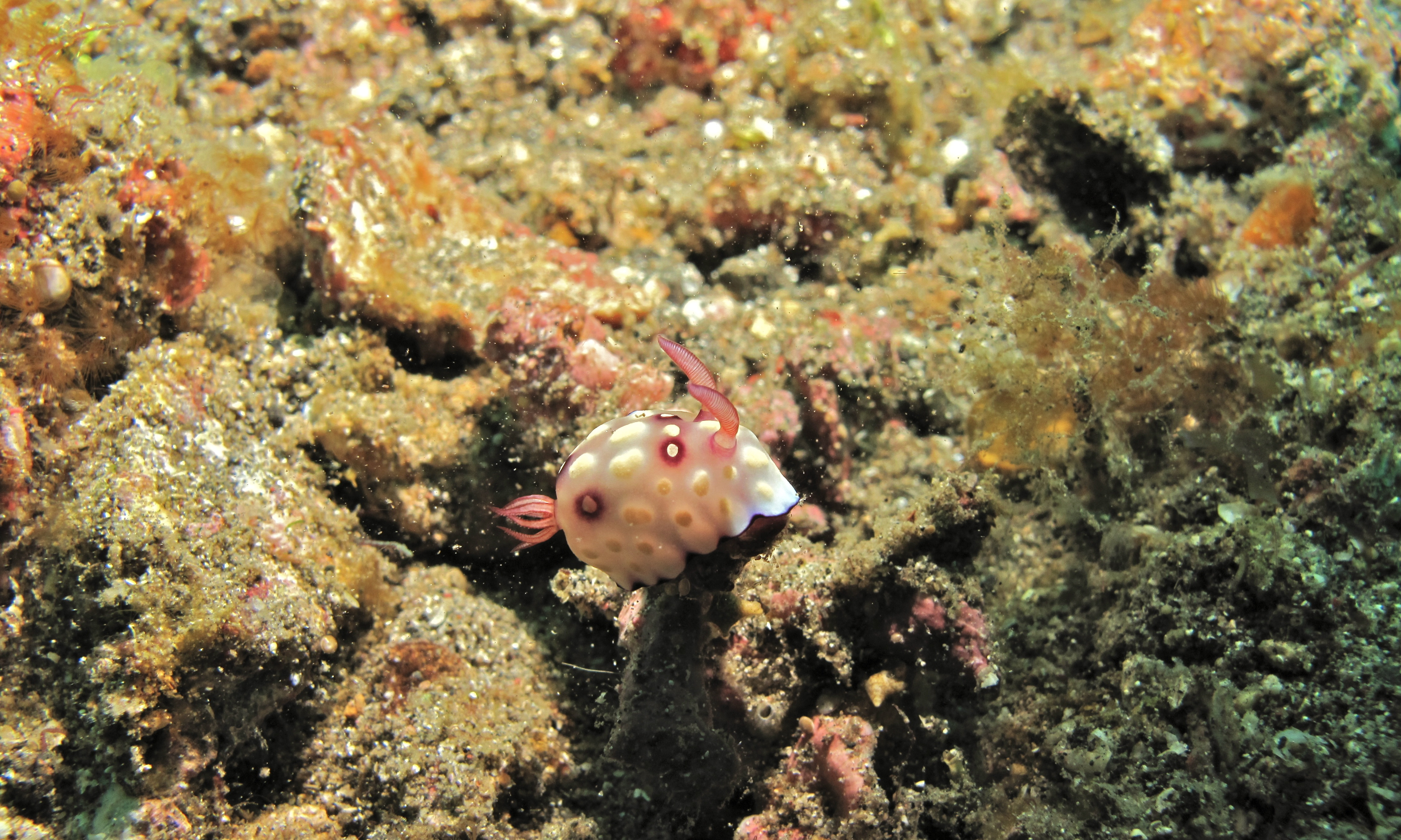
Goniobranchus hintuanensis (Sulawesi, Indonésie).

Cette espèce peut mesurer plus de 3 cm.
Le corps de cet animal peut être décrit en deux parties distinctes, le pied et le manteau.
Le pied est étiré et quasiment recouvert par les bords du large manteau, il est de teinte blanche légèrement nacrée.
La livrée du manteau se compose de nombreuses pustules réparties sur le manteau dont le sommet est blanc.
La couleur de fond du manteau est blanc nacré avec entre les pustules une légère coloration mauve. Il y a aussi deux pustules ou plus sur le manteau qui sont cernées à leur base de noir.
L'extrême bord de la jupe du manteau est pourpre.
Lorsque l'animal se déplace, le bord antérieur du manteau se lève et se rabaisse, laissant apparaitre la teinte violacée de la face inférieure.
Les rhinophores lamellés et le bouquet branchial sont marqués par un trait pourpre à leur base et leur teinte est pourpre translucide plus ou moins soutenue.

## Éthologie
Ce nudibranche est benthique et diurne, se déplace à vue sans crainte d'être pris pour une proie de par la présence de glandes défensives réparties dans les tissus du corps.

## Alimentation
Goniobranchus hintuanensis se nourrit principalement d'éponges.

## Classification
Le nom valide complet (avec auteur) de ce taxon est Goniobranchus hintuanensis (Gosliner (d) & Behrens (d), 1998),.
Goniobranchus hintuanensis a pour synonyme :
- Chromodoris hintuanensis Gosliner & Behrens, 1998

### Publication originale
- (en) Terrence M. Gosliner et David W. Behrens, « Five new species of Chromodoris (Mollusca: Nudibranchia: Chromodorididae) from the tropical Indo-Pacific Ocean », Proceedings of the California Academy of Sciences, 4th series, San Francisco, Inconnu, vol. 50, no 5,‎ 11 février 1998, p. 139-165 (ISSN 0068-547X, OCLC 1289190, lire en ligne).